# 黄莲湖
黄莲湖是一个位于中国湖北省石首市的淡水湖，面积约为1.95平方千米，属于长江区。它的一级流域为长江流域，二级流域为长江干流水系。